# Sparedrus kutiauensis
Sparedrus kutiauensis es una especie de coleóptero de la familia Oedemeridae.

## Distribución geográfica
Habita en Afganistán.